# بنو سراج

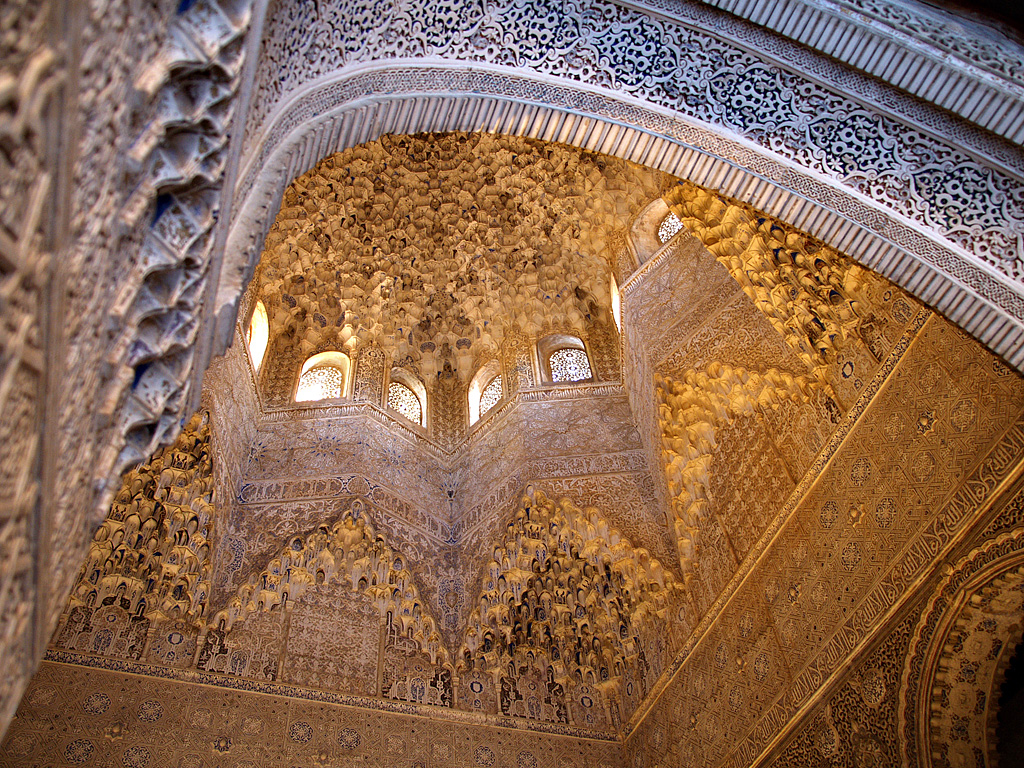

بنو السراج هي قبيلة غرناطية من بني سعد يروى عنها أنها نالت منصب مهم في دولة بني الأحمر في القرن الخامس عشر. برز جدهم يوسف السراج شيخ القبيلة في عهد محمد الثاني ملك غرناطة الملقب بالمستعين وقد ساعد ابن السراج هذا الملك في استرداد ملكه الذي حرم منه ثلاث مرات.
لا يعرف الكثيرون عن بني السراج ويقال أنهم قدموا الأندلس في القرن الثامن الميلادي، وقد عرفهم الكثيرون لمقتلهم حين جمعهم الملك في ساحة أطلق عليها اسمهم بعد أن شهدوا مقتلهم فيها وكان السبب أن أحدهم أحب فتاة من الأسرة المالكة الذي حاول تسلق النافذة التي تطل منها الأميرة. لا زالت ساحة أوبرا بني السراج أجمل وأروع مع أنها شهدت قصة فظيعة. القصة لم يذكرها رجال التاريخ فلذلك يملأها الشك من كل جانب.
كتب العديد من الأدباء على منولها نجد واشنطن إيرفينج في قصر الحمراء والفيكونت دوشاتوبريان في آخر بني السراج و كان أول من كتب عنها جنيز بينز دوهيتا.
ولا ننسى الشعر والأوبرا لقد كان لها نصيب الأسد ومنها أوبرا بني السراج للوجي كروبيني.